# František Bílský
František Bílský (27. listopadu 1924 Kutná Hora – 11. dubna 2015 Praha) byl český mistr varhanář, žák českého stavitele varhan Josefa Melzera.

## Dílo
- Varhany v kostele sv. Maří Magdalény v Heřmanicích. Po roce 1960 instaloval varhanář František Bílský z družstva Igra Praha na kůr kovářský ventilátor s elektromotorem pro čerpání vzduchu.

- Restaurace varhan v kostele Sv. Václava v Dolní Kalné. Oprava proběhla v roce 1962 a Bílský o ní zanechal třístránkový strojopis z 10. října 1962.[2]

- Kostel Nejsvětějšího srdce Páně, Praha-Vinohrady. Zde opravu varhan začal na počátku sedmdesátých let varhanář Vilém Pejša. Na varhanách pracoval až do své smrti a během několika let práce postavil druhý manuál a nový hrací stůl. Práci po něm v osmdesátých letech převzal František Bílský a rozsáhlou přestavbu úspěšně dokončil. Generální oprava byla dokončena k 60. výročí posvěcení kostela v roce 1992.[3][4]
- V roce 2010 provedl rekonstrukci harmonia firmy Lídl a Velík z období první republiky. [5]